# Martin Heindel
Martin Heindel (geboren 1976) ist ein gelernter Dramaturg. Er arbeitet als Regisseur, Autor und bildender Künstler hauptsächlich im Bereich Audio und Audiovisuelle Medien.

## Leben
Heindel studierte Dramaturgie an der Bayerischen Theaterakademie und der Ludwig-Maximilians-Universität München. Nach Abschluss seines Studiums im Jahr 2003 arbeitete er als Regieassistent für Hörspiel und Feature beim RBB und WDR in Berlin und Köln. 
Im Jahr 2004 führte er erstmals Regie bei einem Hörspiel. Darauf folgten zahlreiche Adaptionen von Kurzgeschichten, Romanen und Theaterstücken bis hin zu Graphic Novels.
Seit 2012 schreibt Heindel auch eigene Hörspiele und führt Regie bei Hörspielen, Podcasts und innovativen Medienproduktionen.
Er war Regisseur des Kinderhörspiels Das wunderbare Abenteuer der Florinde vom Hohenfels (rbb 2009), das den Kinderhörspielpreis des MDR erhielt und des Features Das Pogrom von Hoyerswerda (BR 2016), das den Wilhelm-Freiherr-von-Pechmann-Preis gewann. Das unter seiner Regie entstandene Mockumentary-Feature First Contact (BR 2016) von Thomas Palzer war der deutsche Beitrag beim Prix Europa 2016. Für seinen Hörspiel-Thriller Der Wald wurde er 2018 beim Kurd-Laßwitz-Preis in der Hauptkategorie Bestes Hörspiel nominiert, wo er im Jahr 2021 mit der düsteren Zukunftsvision Cassandra Rising den dritten Platz belegte.
2018 war er künstlerischer Leiter des Crowd-Film-Projekts #faust_undead.
2019 baute er aus zwei Tonnen Wachs, 16 Lautsprechern und programmierten LEDs die multimediale Raum-Klang-Installation Räume in den Keller der Villa Stuck in München. Noch während der Ausstellung fanden in den Räumen der Ausstellung Höhlenkonzerte statt, zunächst vor Ort, dann wegen der Coronapandemie virtuell.
Meine geniale Freundin, die erste Staffel des 18-stündigen Hörspiels der Neapolitanischen Saga von Elena Ferrante bei der Heindel Regie führte, war nominiert für den Deutschen Hörbuchpreis 2021.
Der erste interaktive Tatort der ARD Höllenfeuer (Autor: Daniel Wild, Regie: Martin Heindel) erhielt beim Prix Europa 2021 die Special Commendation (2. Platz) in der Kategorie Best European Digital Audio Project of the Year 2021 und war außerdem nominiert für den Prix Italia.
Heindel lebt und arbeitet im Würmtal bei München.

## Werke (Auswahl)
- 2012: ...wie ein Lied, Buch und Regie: Martin Heindel, Komposition: Ralf Haarmann, Produktion: WDR[23]
- 2012: Vertraute Fremde, von Jiro Taniguchi, NDR, Bearbeitung und Regie: Martin Heindel
- 2013: Eifelgeist, Buch und Regie: Martin Heindel, Produktion: WDR 2013[24]
- 2014: Tote Mädchen, von Richard Calder, Produktion: NDR 2014, Bearbeitung und Regie: Martin Heindel[25]
- 2015: Der Zug, Buch und Regie: Martin Heindel[26]
- 2016: Small Wonders - An oral history of World War III, Buch und Regie: Martin Heindel, Produktion: HR[27]
- 2016: Die Fabrik, Buch und Regie: Martin Heindel, Komposition: Ralf Haarmann[28]
- 2017: Der Wald, Buch und Regie: Martin Heindel, urgesendet 30. März 2018 in 1Live, Produktion: WDR 2017, Länge: 54‘[29]
- 2018: NEUNUERNBERG, 12-teiliger Podcast für 1LIVE, Buch und Regie: Martin Heindel, online seit 20. September 2018, Produktion: WDR[30]
- 2019: Apokalypse Baby, von Virginie Despentes, Produktion: BR 2019, Bearbeitung und Regie: Martin Heindel
- 2019: Jenseits von Fukuyama, von Thomas Köck, Produktion: WDR 2019, Regie: Martin Heindel
- 2019: Im Raum, Buch und Regie: Martin Heindel, Produktion: WDR
- 2020: Cassandra Rising, Buch und Regie: Martin Heindel, Komposition: haarmann, Dramaturgie: Natalie Szallies[31]
- 2020: Der namenlose Tag, von Friedrich Ani, BR, Bearbeitung und Regie: Martin Heindel
- 2020: Meine geniale Freundin (4 Teile), Band 1 der Neapolitanischen Saga von Elena Ferrante, BR, Bearbeitung und Regie: Martin Heindel
- 2021: Tatort Höllenfeuer, Das interaktive Hörspiel, von Daniel Wild, BR, Regie: Martin Heindel
- 2021: Wild Wild Web – Die Kim Dotcom Story, von: Janne Knödler, Benedikt Dietsch, Simon Garschhammer, André Dér-Hörmeyer, Regie: Martin Heindel, Produktion BR 2021
- 2022 Neapolitanische Saga, Hörspiele Meine geniale Freundin, Die Geschichte eines neuen Namens, Die Geschichte der getrennten Wege, Die Geschichte des verlorenen Kindes. Bearbeitung und Regie: Martin Heindel und Katja Langenbach[32]
- 2022: Lord Jim (4 Teile) von Joseph Conrad, Produktion: HR 2023, Komposition: Felix Rösch, Bearbeitung und Regie: Martin Heinde
- 2023: Sisi (4 Teile) von Karen Duve, Produktion: BR 2023, Komposition: Martina Eisenreich und Maximilian Lindinger, Bearbeitung und Regie: Martin Heindel